# Associazione Italiana Persone Down
L'Associazione Italiana Persone Down (AIPD) è un'associazione non lucrativa di utilità sociale nata nel 1979 a Roma che si occupa delle persone con la sindrome di Down.

## Storia
L'associazione nasce il 2 gennaio 1979 a Roma con il nome di Associazione Bambini Down (A.B.D.). Nel 1982, a Viterbo, apre la prima sezione. In questi anni nasce anche il giornale Sindrome Down Notizie, inoltre a partire dal 1987 l'associazione organizza la Giornata Nazionale della Persona con Sindrome di Down. Nel 1989 nasce il primo corso di educazione all'autonomia.
Nel 1992 l'associazione cambia nome in Associazione Italiana Persone Down per comprendere tutti, non solo i bambini. Prendono il via anche i percorsi di inserimento lavorativo. Nel 1997 genitori e famiglie costituiscono la "Fondazione Italiana Verso il Futuro", cominciano anche gli stage presso il Quirinale.
Nel 1999 realizza il film A proposito di sentimenti di Daniele Segre. Nel 2002 pubblica un calendario a cui adericono volti noti come Raul Bova e Fiorello. cominciano anche dei progetti internazionali. Per la Giornata Mondiale della Sindrome di Down nel 2006 AIPD organizza un concerto all'Auditorium di Roma.
Nel 2010 viene presentato l'orologio Slooow che risulta essere più facile da leggere. Nel 2011 parte il progetto "Amici sul web" per insegnare l'uso di Facebook.
Nel 2012 allo spot Assumiamoli! viene assegnata la "Stella al Merito Sociale" per il 4° International Commitment Awards 2012. Il volume Valigia e biglietto, un viaggio perfetto riceve il Premio Alberto Manzi.
Nel 2016 dà il suo patrocinio al film Maremmamara di Lorenzo Renzi.
In Italia le sezioni AIPD sono 50 sparse su tutto il territorio nazionale.
Lavora con altre associazioni per avere più voce, per esempio fa parte della Federazione italiana per il superamento dell'handicap (FISH).